# Сараевский сельсовет (Башкортостан)
Сараевский  сельсове́т (Сараевский сельский округ) (баш. Һарай ауыл советы) — упразднённая в 2008 году административно-территориальная единица и сельское поселение (тип муниципального образования)  в Альшеевском районе Башкортостана. Объединен с сельским поселением Трунтаишевский сельсовет. Центр сельсовета — село Сараево.
Почтовый индекс — 452105. Код ОКАТО — 80202852000.

## Состав сельсовета
в разные годы:
- село Сараево: 80 202 852 001
- деревня Зарагат: 80 202 852 002
- деревня Ирик: 80 202 852 0031
- деревня Хрусталёво: 80 202 852 006
- деревня Спасс-Барсуки 80202828003
- Сагадат

## История
Закон Республики Башкортостан от 19.11.2008 N 49-з «Об изменениях в административно-территориальном устройстве Республики Башкортостан в связи с объединением отдельных сельсоветов и передачей населённых пунктов», ст.1 гласил :
 "Внести следующие изменения в административно-территориальное устройство Республики Башкортостан:
 г) объединить Сараевский и Трунтаишевский сельсоветы с сохранением наименования «Трунтаишевский» с административным центром в селе Трунтаишево.
Включить село Сараево, деревни Зарагат, Ирик, Хрусталёво Сараевского сельсовета в состав Трунтаишевского сельсовета.

Утвердить границы Трунтаишевского сельсовета согласно представленной схематической карте.

Исключить из учётных данных Сараевский сельсовет;

## Географическое положение
На 2008 год граничил с муниципальными образованиями: Трунтаишевский сельсовет, Чуракаевский сельсовет, Шафрановский сельсовет, Слаковский сельсовет («Закон Республики Башкортостан от 17.12.2004 N 126-з (ред. от 19.11.2008) „О границах, статусе и административных центрах муниципальных образований в Республике Башкортостан“»).